# 松岡城 (常陸国)

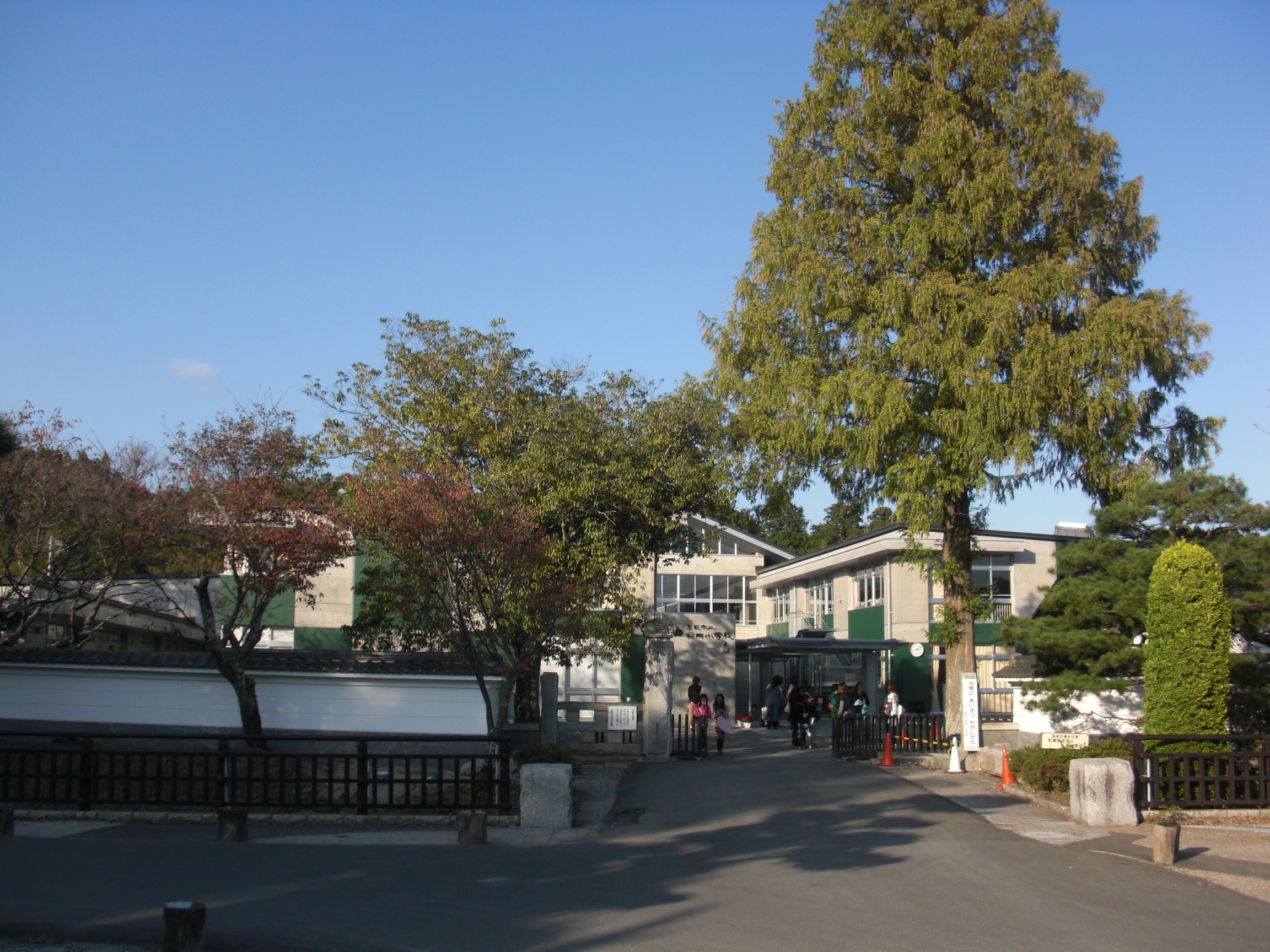
三の丸跡（高萩市立松岡小学校）

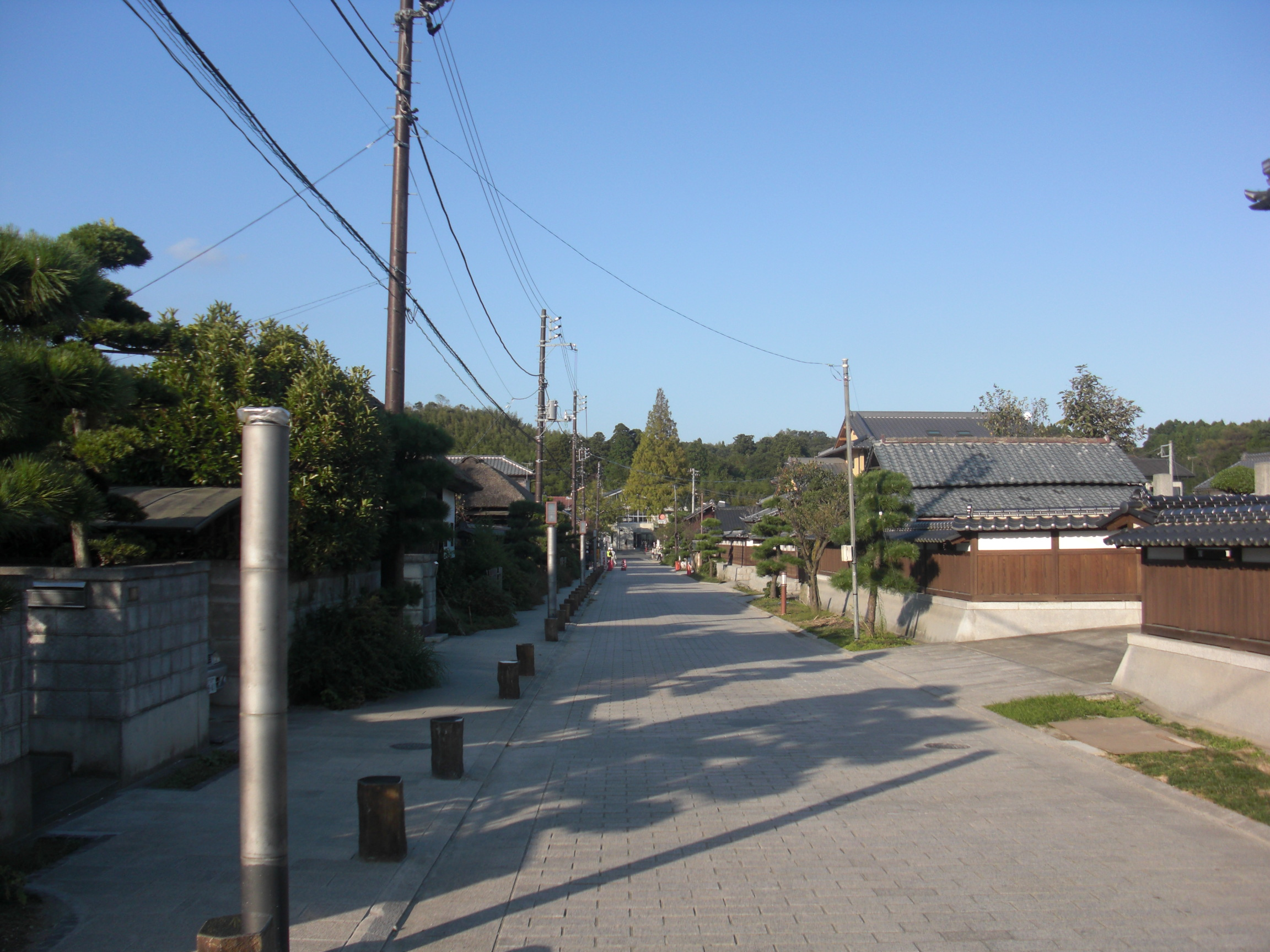
城下町（お屋敷通り）

松岡城（まつおかじょう）は、茨城県高萩市下手綱（常陸国多賀郡）にあった日本の城。龍子山城（たつごやまじょう）・手綱城（たづなじょう）とも呼ばれる。明治時代初期には常陸松岡藩の藩庁が置かれた。

## 歴史
室町時代、この地の領主であった大塚氏によって築かれたと考えられるが、築城年代ははっきりしない。当初は山城であり、龍子山城と呼ばれており、山麓に居館が設けられていた。
慶長7年（1602年）、松岡の地に4万石で入封した戸沢政盛は、龍子山城の麓に城郭を整備して平山城とし、名を松岡城とした。元和8年（1622年）、戸沢氏が出羽新庄藩に転封されると、松岡は水戸藩の所領となった。正保3年（1646年）、水戸藩の付家老中山信政に松岡城が与えられた。中山氏は宝永4年（1707年）に常陸太田に移り、松岡城は空城になった。享和3年（1803年）、中山信敬は再び松岡城に戻り、城郭や城下町を整備した。明治維新後の明治元年（1868年）、中山氏は正式に諸侯として認められた。
松岡城に天守や櫓はなく、陣屋程度の規模であったといわれる。山頂に本丸を置き、麓に二の丸御殿や家臣の住まいがあり、三の丸に役所、台所、家臣の住まいが軒を連ねていたといわれる。

## 考古資料

### 遺構
役所の置かれていた三の丸は、高萩市立松岡小学校の敷地となっている。土蔵、土塁、堀が遺構としてある。